# آیلین کیکاماتانا
آیلین کیکاماتانا (انگلیسی: Eileen Cikamatana؛ زادهٔ ۱۸ سپتامبر ۱۹۹۹) وزنه‌بردار زن اهل استرالیا است.
وی در مسابقات کشوری و بین‌المللی در مجموع برندهٔ ۶ مدال طلا، ۴ مدال نقره، ۱ مدال برنز شده‌است.